# Хосе Луїс Льоренте
Хосе Луїс Льоренте (ісп. José Luis Llorente, 6 січня 1959) — іспанський баскетболіст.
Учасник Олімпійських Ігор 1980, 1984, 1988 років.